# Ilse Thouret
Ilse Caroline Maria Thouret, geb. Randad (* 19. August 1897 in Hamburg; † 19. Januar 1969 in Frankfurt am Main) war eine deutsche Motorrad- und Automobilrennfahrerin, Sportlerin sowie Sportjournalistin.

## Leben
Ilse Thouret wuchs als Tochter des wohlhabenden Kaufmanns Heinrich Randad und seiner Frau Caroline Magdalene geb. Kahl (1870–1952) zusammen mit sechs Geschwistern in behüteten Verhältnissen auf. Mit elf Jahren wurde sie im Jahre 1908 Hamburger Turnmeisterin. 1917 begann sie 20-jährig ihre Hockeykarriere, zunächst beim Uhlenhorster HC in der ersten Damenmannschaft. Drei Jahre später wurde sie zweifache Deutsche Kanu-Meisterin; im Einer-Canadier und im Hindernisfahren, dem Vorläufer des Wildwasserrennens. Weitere Erfolge ihrer Sportkarriere aus den 1920er Jahren sind:
- 1921 Deutsche Kanu-Meisterin: Doppelkanadier über 1000 m mit Hans A. Goerne
- 1923 Erstes Goldenes Sportabzeichen
- 1924 Hamburger Siebenkampfmeisterin
- 1924–29 Mitglied der deutschen Hockey-Auswahlmannschaften

Im Jahr 1920 heiratete sie den Kapitän zur See Karl Albrecht Thouret (1885–1928). Das Paar hatte zwei Töchter, Anneliese (9. September 1920 – 1961) und Elga (5. Februar 1922 – 8. Februar 2016). Ilse Thouret wurde nach ihrem Tod im Jahr 1969 in Frankfurt am Main auf dem Friedhof Ohlsdorf in Hamburg begraben.

## Motorsport

### Erfolge
Als sie 1927 ihr erstes Motorrad, eine 750-cm³-Mabeco erhielt, war sie fasziniert. Neben ihrer Tätigkeit als Trainerin der deutschen Hockey-Mannschaft und Leiterin der gesamten Ausbildung des Frauenhockeys im Deutschen Reich (von 1930 bis 1943) erreichte sie 1932 bei der DMV Winterfahrt den zweiten Platz in der Gespannklasse. Sie versuchte die Teilnahme an einem Rundstreckenrennen in Farmsen zu erlangen, doch Funktionäre verboten den Start, nachdem Frau Thouret die viertschnellste Trainingszeit in der Gespannklasse erreicht hatte. Danach konzentrierte sie sich auf den Geländesport. Sie gewann das Heidbergrennen (Falkenberg/Elster) in der Gespannklasse auf einem 600-cm³-DKW-Gespann und wurde bald darauf 1933 Werksfahrerin der Austro-Daimler-Puchwerke.
1934 stellte Ilse Thouret einen neuen Rekord im Deutschen Reich auf, indem sie ihr zweites Großes Goldenes Sportabzeichen in nur 34 Minuten absolvierte. Von 1934 bis 1939 war sie werksunterstützte Fahrerin für die Marke DKW der Auto Union AG und bestritt die Internationale Sechstagefahrt, bei der sie 1936 eine Bronzemedaille erhielt. 1938 gab sie ihre Premiere als Autorennfahrerin auf Hanomag-Sportwagen bei der Rallye Balkanique zusammen mit Christel Meinecke. Es folgte eine Ehrung durch König Paul von Griechenland. Ein Jahr später erhielt sie zusammen mit dem ADAC-Sportabzeichen in Gold als erste Frau auf dem Motorrad die höchste Sportauszeichnung der Stadt Hamburg: die Sportmedaille in Silber.

### DasThouret-Trio
Nach dem Zweiten Weltkrieg bildete Ilse Thouret ab 1950 das Thouret Damentrio mit ihren Töchtern Anneliese (* 9. September 1920) und Elga (5. Februar 1922 – 8. Februar 2016) auf NSU Lambretta bei nationalen Rallyes. 1951 wurde das Thouret-Trio offizielles deutsches Vespa-Team, es wurde deutsche DMV-Botschafter in Italien und gewann Goldmedaillen bei der Deutschlandfahrt und der „8-Stunden-Solitude-Fahrt“. Weitere Erfolge dieser Zeit waren:
- 1952 Gewinn der Trophée Monaco
- 1952 Gewinn der Rallye Madrid
- 1954 Rallye Akropolis für Tourenwagen mit Christel Meinecke
- 1955 "Beste Mopedfahrerin Deutschlands" auf Kreidler

1959 fuhr Ilse Thouret mit dem DKW Munga 17.000 Kilometer quer durch Afrika, von Tanger nach Kapstadt durch die Sahara, Nigeria, Belgisch Kongo, Rhodesien nach Südafrika. Dieses Ereignis wurde in der gesamten Presse erwähnt.